# Соложение на полу
Соложение на полу, соложение на земле — традиционный метод соложения зерна, в основном ячменя. Практикуется в меньших масштабах, чем соложение с привлечением пневматических процессов. Главная особенность традиционной техники заключается в том, что злаки прорастают на земле и ежедневно перемешиваются для достижения наилучшей всхожести.

## Процедура

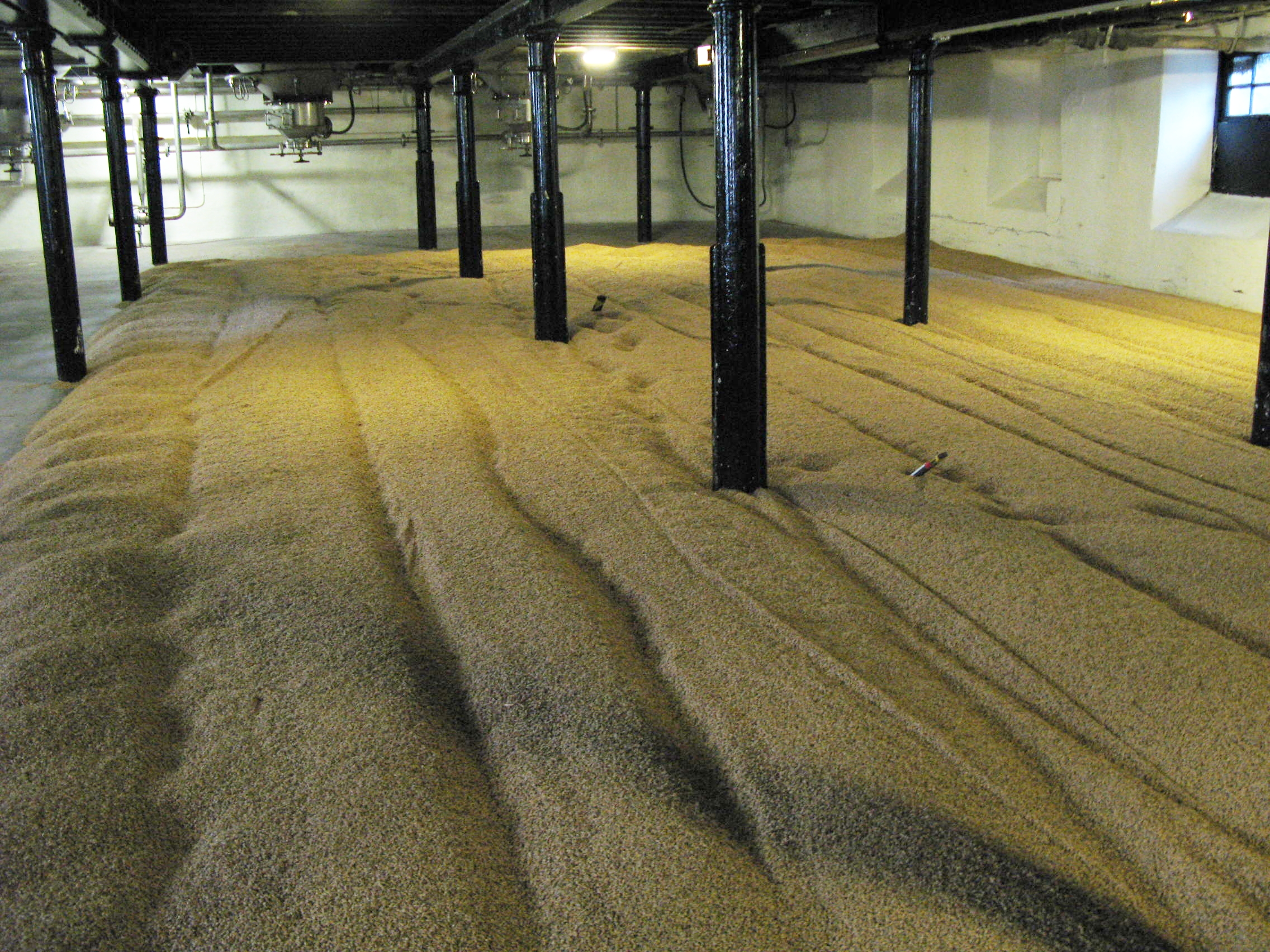
Соложение на полу на ликёро-водочном заводе Highland Park

Как только гидратированное зерно получено путём погружения его в цистерны или с помощью более современных систем, чередующих сухой и влажный циклы, зерно распределяется на почве, начинается его прорастание. Глубина слоя злаков может варьироваться в зависимости от условий окружающей среды, но в Англии она обычно составляет около 30-38 см (при более высоких температурах используются менее глубокие слои зерна, чтобы стимулировать тепловое диспергирование). Злаки хранятся на земле до тех пор, пока они не достигнут оптимальной степени прорастания на усмотрение солодовника. В этот период зерно перемешивают граблями, лопатами или более современными приспособлениями. Перемешивание продолжают, совершая 4-5 полных циклов в день. Целью перемешивания является достижение однородных условий прорастания для всего объёма зерна (по температуре, влажности, доступности кислорода и т. д.), а также для предотвращения спутывания корней и образования нежизнеспособных конгломератов.
Поверхность, на которой происходит прорастание, также важна, обычно требуются материалы, удерживающие влагу, но обладающие хорошей термической дисперсией и устойчивостью к механическим воздействиям. Среди различных поверхностей, которые можно использовать для этого процесса, в Европе плитка из Зольнхофена (Германия), но в настоящее время также используется водостойкий цемент.
Поскольку это традиционный процесс, условия окружающей среды (температура, влажность) не контролируются, а охлаждение зерна осуществляется воздушными потоками. Это означает, что без искусственного кондиционирования производить солод круглый год невозможно. Для хорошего прорастания при использовании традиционного метода необходимы температуры ниже 14 ºC.
Обжарка зерна может производиться более или менее современными методами, обычно это занимает от 32 до 48 часов, что медленнее, чем промышленная обжарка солода, которая длится около 24 часов.
Считается, что по сравнению с солодом, полученным с помощью промышленных процессов, солод, полученный с помощью традиционного метода, сохраняет более глубокие и богатые ароматы злаков. С другой стороны, он имеет незначительную модификацию (разрыв макромолекул, образующих эндосперм злаков). В настоящее время существует несколько небольших солодовен, где продолжают производить солод по традиционной технологии: в США, Англии, Чехии, Германии и Каталонии.